# Greenalita
La greenalita és un mineral de la classe dels silicats, que pertany al grup de la caolinita-serpentina. Rep el seu nom en al·lusió al seu color verd (green, en anglès).

## Característiques
La greenalita és un silicat de fórmula química Fe2-3(Si₂O₅)(OH)₄. Cristal·litza en el sistema monoclínic. La seva duresa a l'escala de Mohs és 2,5.
Segons la classificació de Nickel-Strunz, la greenalita pertany a «09.ED: Fil·losilicats amb capes de caolinita, compostos per xarxes tetraèdriques i octaèdriques» juntament amb els següents minerals: dickita, caolinita, nacrita, odinita, hal·loysita, hisingerita, hal·loysita-7Å, amesita, antigorita, berthierina, brindleyita, caryopilita, crisòtil, cronstedtita, fraipontita, kel·lyïta, lizardita, manandonita, nepouïta, pecoraïta, guidottiïta, al·lòfana, crisocol·la, imogolita, neotocita, bismutoferrita i chapmanita.

## Formació i jaciments
Va ser descoberta l'any 1903 a Biwabik, als turons de ferro de Mesabi, al comtat de St. Louis (Minnesota, Estats Units). Als territoris de parla catalana se n'ha trobat a Llívia, a la Cerdanya (Lleida).